# Gwyn Lewis
Gwyn Lewis ist eine irische Funktionärin der Vereinten Nationen, die seit 2022 Residierende Koordinatorin der Vereinten Nationen in Bangladesch ist.

## Leben
Gwyn Lewis begann nach dem Schulbesuch ein Studium der Wirtschaftswissenschaften an der San Francisco State University (SFSU), das sie mit einem Bachelor of Arts (B.A. Economics) beendete. Ein darauf folgendes postgraduales Studium in den Fächern Internationale Beziehungen und Europastudien an der University of Kent schloss sie mit einem Master of Arts (M.A. International Relations and European Studies) ab. Sie hat daraufhin für verschiedene Nichtregierungsorganisationen in Tadschikistan, Afghanistan und Albanien sowie die Interimsverwaltungsmission der Vereinten Nationen im Kosovo UNMIK (United Nations Interim Administration Mission in Kosovo) gearbeitet. Ferner war sie Mitarbeiterin für das Internationale Komitee vom Roten Kreuz (IKRK) in den Palästinensischen Autonomiegebieten sowie im Amt der Vereinten Nationen für die Koordinierung humanitärer Angelegenheiten UNOCHA (United Nations Office for the Coordination of Humanitarian Affairs) in Genf, wo sie für den Aufbau von Partnerschaften zwischen den Vereinten Nationen und Nichtregierungsorganisationen und die Unterstützung der Umsetzung der humanitären Reformagenda zuständig war.
Gwyn Lewis, die fließend Englisch und Französisch spricht, war Referentin für humanitäre Politik und die Unterstützung der Länderbüros der Ernährungs- und Landwirtschaftsorganisation der Vereinten Nationen FAO (Food and Agriculture Organization of the United Nations) sowie Leiterin der Sektion Global Clusters Coordination in der Nothilfeabteilung des Kinderhilfswerks der Vereinten Nationen UNICEF (United Nations Children’s Fund) in Genf. Nach mehr als zwanzig Jahren Erfahrung in den Bereichen internationale Entwicklung, Friedenskonsolidierung und humanitäre Angelegenheiten wurde sie Direktorin für Angelegenheiten des Hilfswerks der Vereinten Nationen für Palästina-Flüchtlinge im Nahen Osten UNRWA (United Nations Relief and Works Agency for Palestine Refugees in the Near East) im Westjordanland und stellvertretende Programmdirektorin für UNRWA-Angelegenheiten im Libanon.
Am 12. Mai 2022 ernannte der Generalsekretär der Vereinten Nationen, António Guterres, sie zur Residierenden Koordinatorin der Vereinten Nationen in Bangladesch.